# G43步枪
43式步槍（Gewehr 43，簡稱G43）及43式卡賓槍（Karabiner 43，簡稱K43）是第二次世界大战期间德意志國防軍所装备的一种半自动步枪。

## 簡介

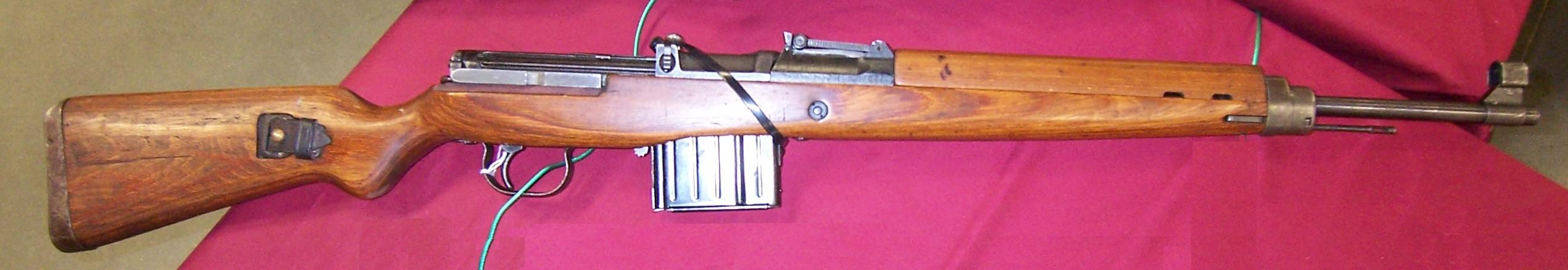
Karabiner 43步槍

1941年，華瑟公司（Walther）瓦尔特公司設計的半自動步槍经德军测试批准投产並被命名为Gewehr 41（简称G41）。枪口装有环形导气活塞，同樣利用发射枪弹的火药气体推动枪机解锁、后座，完成抛壳、子弹上膛。使用标准毛瑟步枪弹，10发裝弹匣供弹，子弹须由机匣顶部填装。G41到1944年停产时仅生产了12万支。
不過當時的G41步枪相較Kar 98k來得笨重，子弹填装也相當不便，故障頻繁的槍口環形導氣活塞讓它不太受前線军队的欢迎，即便它在短促火力的持續性能上遠比Kar 98k來的更好。德军在东线战场上繳獲了苏联的SVT-40半自动步枪後，大多部隊對其好評，德国工程师應官兵要求移除了原有的槍口環形導氣活塞，從而改用與其他同期半自動步槍（如M1、SVT-40等）相同的平行槓桿導氣活塞，原理不變，同樣利用发射枪弹時產生的火药气体推动一个活塞向后运动带动枪机后坐，完成抛壳、子弹上膛的動作。1943年研制成功並命名为Gewehr 43（简称G43）。它的槍機外觀與G41無異，枪栓位于枪机左侧，彈倉改為可拆卸的10发裝弹匣，必要時也可以從槍機上方裝填5发裝弹夹。1943年开始装备部队。到战争结束时G43以及其卡賓型Kar 43共生产了40万支。當時德軍的亦有把G43及Kar 43装上ZF-4四倍瞄准鏡作为半自動狙击步枪使用。
德军官兵對G43的評價一般，多覺得地位尷尬對其褒贬不一，論精度半自動的G43一定不及主流的手動Kar 98k，論射速亦遠遠比不上新穎的全自動StG44突擊步槍。再加上上述兩種步槍已佔據了絕大部分的生產線，導致G43的产量最終难以满足前线需求，未能大规模配发前线部隊並替换Kar 98k。尽管它未能成為主流，但是它依然被认为是當代一种性能優秀的半自动步枪。
Firing WWII Gewehr G43 / K43 with 8mm SS Nazi ammo -- live full speed rifle shooting zf4 （页面存档备份，存于）【Gewehr43實彈射擊】（YouTube影片）（英文）

## 使用國
- 捷克斯洛伐克社會主義共和國
- 法國
- 德意志國
- 东德

## 流行文化

### 電子遊戲
- 2021年—《應徵入伍》：作為德軍科技樹上BR IV武器可解鎖。

## 外部連結
- （英文）-Modern Firearms- Gewehr 43 / Gew.43 / Kar.43 / K43